# Sphyrotheca
Sphyrotheca es un género de Collembola en la familia Sminthuridae. Existen por lo menos siete especies descriptas en  Sphyrotheca.

## Especies
Estas especies pertenecen al género Sphyrotheca:
- Sphyrotheca confusa Snider, 1978 i c g
- Sphyrotheca formosana Yosii, 1965 g
- Sphyrotheca minnesotensis (Guthrie, 1903) i c g b
- Sphyrotheca mirabilis (Yosii, 1965) g
- Sphyrotheca mucroserrata Snider, 1978 i c g
- Sphyrotheca multifasciata (Reuter, 1881) i c g
- Sphyrotheca nani Christiansen and Bellinger, 1992 i c g

Fuentes de información: i = ITIS, c = Catalogue of Life, g = GBIF, b = Bugguide.net